# Poffertjes

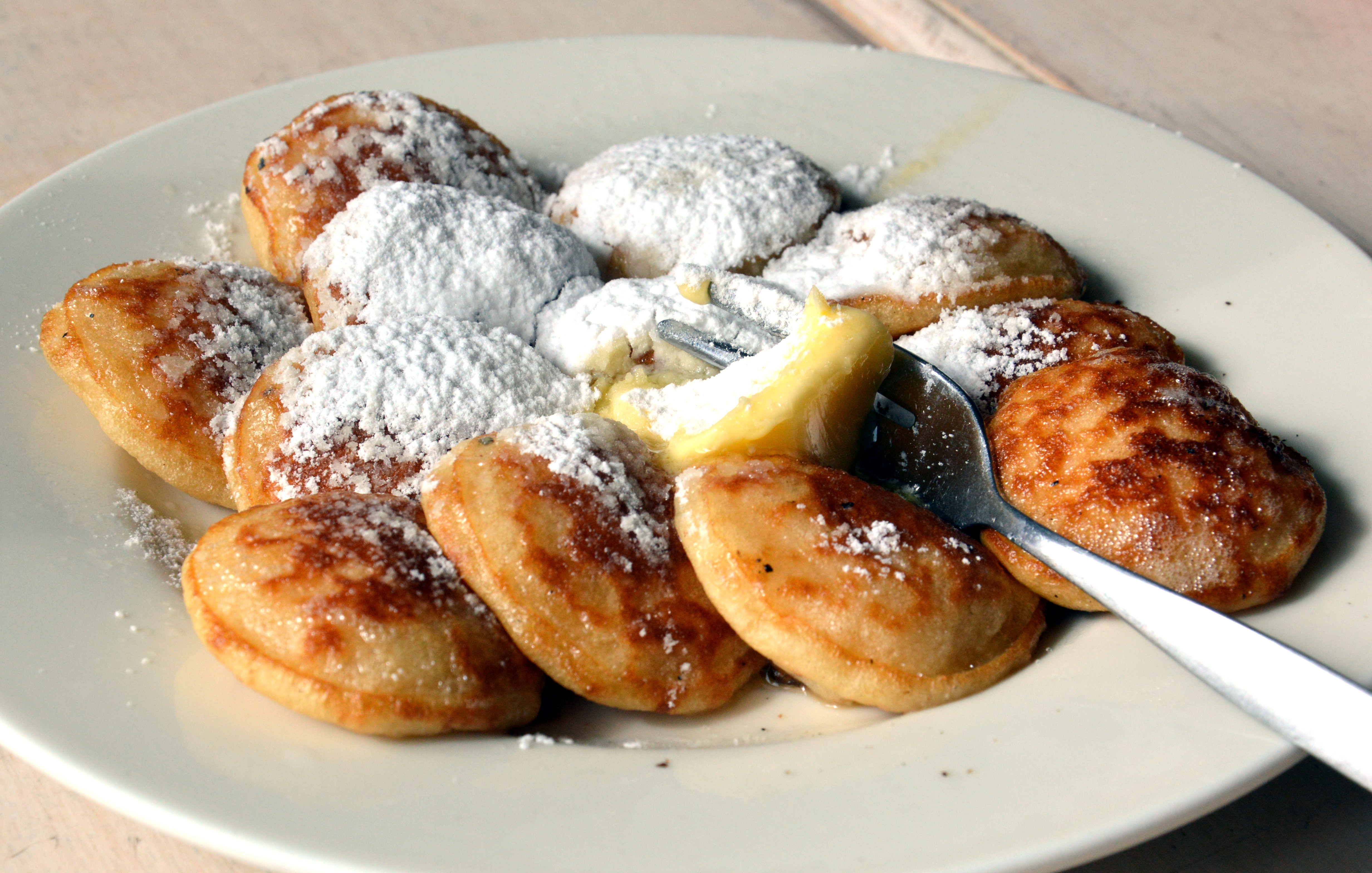
Poffertjes med florsocker och smör.

Poffertjes är en traditionell nederländsk maträtt. Den kan beskrivas som puffade (luftfyllda) plättar. Smeten innehåller mycket jäst och är rinnig i konsistensen. Poffertjes serveras traditionellt med en smörklick, florsocker och sirap och äts i Nederländerna ofta som frukost.
Poffertjes är inte svåra att tillaga, men det krävs en speciell poffertjes-stekpanna. Den har ett flertal gropar som man fyller med smör när man steker, och groparna ger upphov till "plättarnas" runda form.